# Just a Ride
Just a Ride è il secondo singolo di Jem, estratto dal suo album di debutto Finally Woken. La canzone è un omaggio a Bill Hicks ed è stata anche inserita nella compilation Music from the OC: Mix 1, insieme a Maybe I'm Amazed (cover del brano di Paul McCartney).

## Tracce
Just a Ride Pt. 1
1. Just a Ride
2. California Sun

Just a Ride Pt. 2
1. Just a Ride
2. Just a Ride (Fatboy Slim Remix)
3. Just a Ride (Adam F-V-Pendulum Music Mix)
4. They (Kid Freeze Tech Breaks Mix)

## Classifiche
| Classifica (2005) | Posizione |
| ----------------- | --------- |
| Regno Unito       | 14        |
| Olanda            | 36        |